# 三波川村
三波川村（さんばがわむら）は群馬県の南西部、多野郡に属していた村。

## 地理
- 山岳：東御荷鉾山、雨降山
- 河川：三波川

## 歴史
- 1889年（明治22年）4月1日 - 町村制施行により緑野郡三波川村が成立する。
- 1896年（明治29年）4月1日 - 郡統合（緑野郡、多胡郡、南甘楽郡の統合）により多野郡に所属する。
- 1954年（昭和29年）10月1日 - 鬼石町、美原村と合併し、改めて鬼石町となる。